# From Dust
From Dust är ett datorspel designat av Eric Chahi och utvecklas av Ubisoft Montpellier. Ubisoft beskrev det som en andlig uppföljare till Populous, utvecklat av Peter Molyneux och Bullfrog Productions år 1989.  Ubisoft, som annonserade spelet den 14 juni 2010 på Electronic Entertainment Expo (E3), gavs ut spelet på Xbox 360 den 27 juli 2011 som en del av XBLA Summer of Arcade. PC-versionen planerades ursprungligen att släppas samtidigt men försenades till 17 augusti på grund av okända skäl. En Playstation 3-version gavs ut på Playstation Network i september 2011. Den 7 mars 2012 meddelade Ubisoft att spelet kommer att göras tillgängligt som ett webbläsarspel för Google Chrome.
From Dust distribueras på nätet via Steam, OnLive, GamersGate, XBLA, PSN och Chrome Web Store.